# Edmund Kean
Edmund Kean (ur. 17 marca 1789 w Londynie, zm. 15 maja 1833 tamże) – angielski aktor, uważany w swoich czasach za najwybitniejszego aktora w historii. Był pionierem tzw. romantycznego stylu gry, nadającego postaciom cechy indywidualne, otwarcie pokazującego emocje nimi targające, w opozycji do poprzedzającego romantyzm klasycyzmu.
Jego największe role to kreacje postaci Szekspira na słynnej londyńskiej scenie Drury Lane, m.in. Otella, Shylocka i Ryszarda III. Podczas swojego pobytu w Londynie w 1831 Juliusz Słowacki zobaczył Keana w roli Ryszarda III i zachwycił się jego nowatorską grą.
Kean urodził się w Londynie jako syn Edmunda Keana, urzędnika w biurze architekta i aktorki Anne Carey, córki XVII-wiecznego kompozytora Henry’ego Careya. Mieszkał przez wiele lat w słynnym Keydell House.